# Brecqhou
| Flagge des Vorbesitzers von Brecqhou, der Matchans | Wappen des Vorbesitzers von Brecqhou, der Matchans |
| Flagge des Vorbesitzers von Brecqhou, der Matchans | Wappen des Vorbesitzers von Brecqhou, der Matchans |

Brecqhou (englisch auch Brechou, französisch Brecqhou – von altnordisch brekka, Steilhang und holm, Insel oder altenglisch hōh, Höhe) ist eine der kleinen Kanalinseln. Sie liegt nur 180 Meter westlich von Sark, getrennt durch die Gouliot Passage. Zwischen Brecqhou und Sark liegt der kleine Felsen Moie S. Pierre, auch Moie du Gouliot. Brecqhou erreicht eine Höhe von 70 Metern.
Politisch gehört Brecqhou zu Sark, das wiederum ein Teil der Vogtei Guernsey (bailiwick Guernsey) ist. Die Kanalinseln sind weder Teil des Vereinigten Königreichs noch Kronkolonien, sondern als Kronbesitzungen (englisch crown dependencies) direkt der britischen Krone unterstellt.
Im Lehenssystem Sarks hat Brecqhou unter dem Namen la Moinerie de Haut den Status eines Quarantaine Tenements, ist also eine der Landparzellen, deren Besitzer über eine Schusswaffe verfügen müssen, um die aus dem 16. Jahrhundert stammende Auflage an den Lehensherrn, den Seigneur von Sark, erfüllen zu können: Die Insel muss ständig mit mindestens 40 bewaffneten Männern besetzt sein. Von besonderer Bedeutung bis in jüngste Zeit war dieser Status dadurch, dass er bis 2008 mit einem Sitz im Inselparlament (Chief Pleas) verbunden war. Rechte, Pflichten und Name des Tenements la Moinerie de Haut sind ursprünglich mit einer auf Sark selbst gelegenen Landparzelle verbunden, die sich seit 1835 im Besitz des Seigneurs befindet. Als die Dame of Sark, die Gattin des Seigneur, Brecqhou im Jahr 1929 verkaufte, übertrug sie dabei den Rechtsstatus dieses Tenements auf die Insel.
Die Insel war ursprünglich Teil des Lehens Vinchelez auf Jersey und gelangte von 1363 bis 1681 in den Besitz der Familie Le Marchant aus Guernsey. Sie wurde daher auch Île des Marchands genannt. Auf einer Karte der Insel Sark von 1680 findet sich die englische Version Merchant Island. Später wurde sie von den Seigneurs von Sark erworben, die sie 1929 wieder veräußerten (siehe oben). Von 1966 bis zum 6. Oktober 1987 war die Insel im Besitz von Leonard Joseph Matchan, der die Insel für 44.000 britische Pfund gekauft hatte. Seit 1993 gehört die Insel den Zwillingsbrüdern David und Frederick Barclay, Miteigentümer der Zeitungen Daily Telegraph und The Scotsman, die sie in einen ausgedehnten Park verwandelt haben und seit 1996 ein das Bild der Insel dominierendes, einer gotischen Burg nachgebildetes Herrenhaus besitzen. Lange Zeit war die Insel hermetisch abgeriegelt und nur von Gästen und Bediensteten der Barclays zu betreten; streng geregelter touristischer Besuch ist seit 2012 möglich.
Die Besitzer der Insel bestreiten deren Status als Teil Sarks und versuchen, sie politisch von der Nachbarinsel zu lösen. Sie sind der Ansicht, Brecqhou gehöre nicht zum Gebiet Sarks, da es nicht in der Urkunde, die 1565 dieses Lehen begründete, erwähnt sei, ebenso wenig wie in anderen auf Sark bezogenen Urkunden. Die Insel sei zwar später – frühestens 1681 – ebenfalls in den Besitz des Seigneurs gelangt, aber 1929 wieder verkauft worden – die dabei erfolgte Zurückbehaltung der Privilegien des Seigneurs sei ungültig, da Brecqhou ja niemals ein Teil des Lehens gewesen sei. Zu den genannten Privilegien gehört traditionell, dass der Seigneur einem Verkauf der Insel zustimmen und ein Dreizehntel des Verkaufspreises bekommen muss (was heute durch eine Grundverkaufssteuer ersetzt wurde); nicht zuletzt aber die legislative Kompetenz des Inselparlaments Chief Pleas. Der frühere Besitzer Matcham hatte bereits 1969 eigene Briefmarken herausgegeben, die Barclay-Brüder tun dies jährlich seit 1999.
Da sich die These der Barclays lediglich auf die Nichterwähnung in Urkunden des 16. und 17. Jahrhunderts stützt, wird die Insel vom Seigneur of Sark weiterhin als Teil seines Territoriums betrachtet. Neben einem Gerichtsverfahren zwischen 1996 und 2000 sollte ein 2006 gegründetes Brecqhou Liaison Sub-Committee im Parlament Sarks zur Klärung des Sachverhalts beitragen.

## Galerie

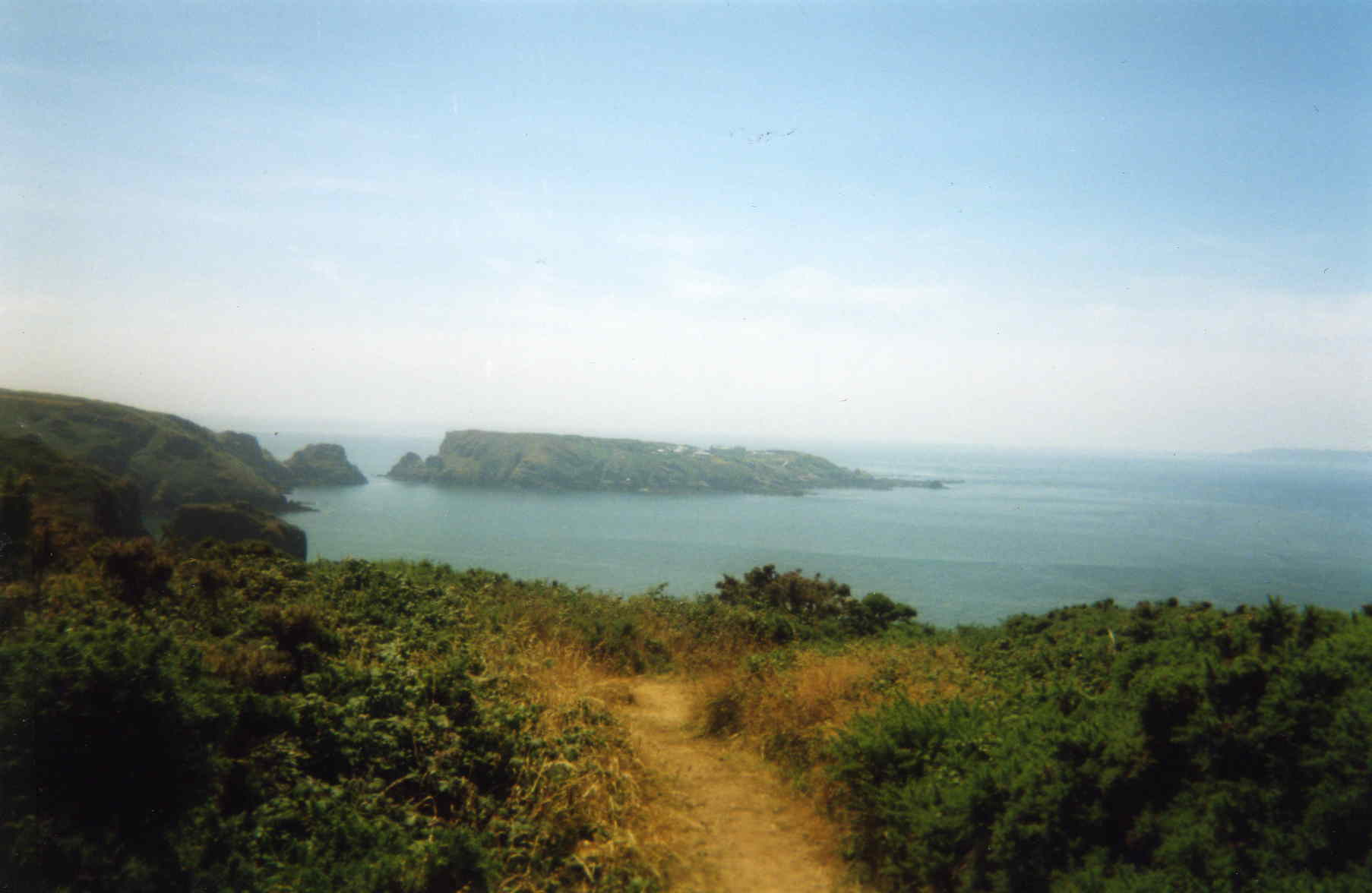
Ansicht von Sark aus
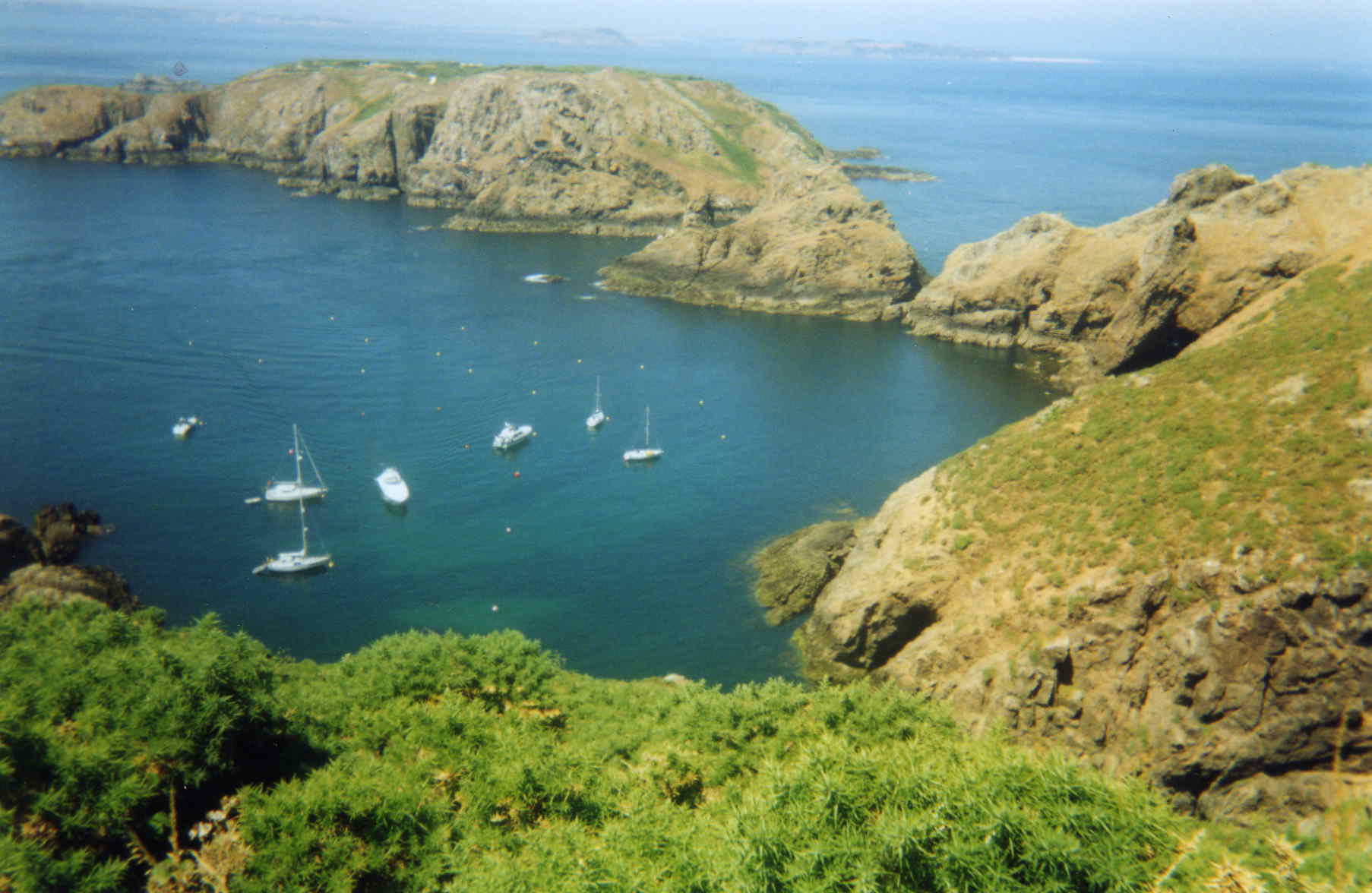
Ansicht von Sark aus, im Hintergrund Herm
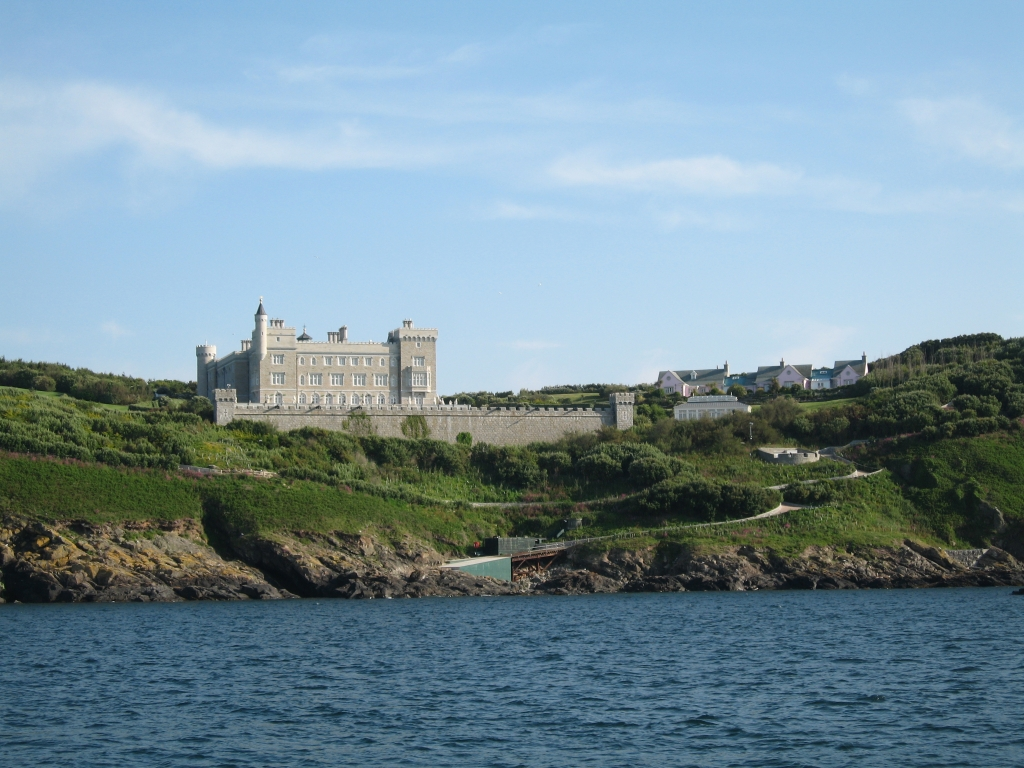
Herrenhaus der Barclays, einer Burg nachgebildet